# Хаус, Алекс
Алекс Хаус (англ. Alex Howes; род. 1 января 1988, Денвер, Колорадо, США) — американский профессиональный шоссейный велогонщик, выступающий c 2012 года за команду мирового тура «EF Pro Cycling».

## Достижения
2009
Чемпионат США U23
1-й  Групповая гонка
1-й  Критериум
Тур Юты
1-й  Горная классификация
1-й  Молодёжная классификация
1-й Этап 4
2010
2-й Чемпионат США U23 в групповой гонке
2012
1-й Этап 2 (КГ) Тур Юты
2014
1-й Этап 7 Про Сайклинг Челлендж США
3-й Чемпионат США в групповой гонке
2015
4-й Чемпионат США в групповой гонке
2016
2-й Чемпионат США в групповой гонке
9-й Тур Альберты
2017
1-й  Горная классификация Тур Страны Басков
1-й Этапы 1 и 5 Каскейд Классик
3-й Классика Колорадо
1-й Этап 2
3-й Тур Альберты
1-й Этап 3

## Статистика выступлений

### Гранд-туры
| Гонка           | 2013 | 2014 | 2015 | 2016 | 2017 |
| --------------- | ---- | ---- | ---- | ---- | ---- |
| Джиро д'Италия  | —    | —    | —    | —    | 136  |
| Тур де Франс    | —    | 127  | —    | 131  | —    |
| Вуэльта Испании | 93   | —    | 129  | —    | —    |

| — | Не участвовал |